# Valthermussel
Valthermussel is een buurtschap in de gemeente Borger-Odoorn.

## Geschiedenis
De buurtschap was een van de eerste veenkoloniën in de voormalige gemeente Odoorn. Maar al in de Middeleeuwen was er in de omgeving sprake van menselijk ingrijpen in de omgeving. De plaats ligt namelijk in het verlengde van de Valtherdijk. Dit is een belangrijke verbindingsweg tussen Drenthe en Groningen. Deze veendijken werden in de Middeleeuwen veelal door kloosterlingen aangelegd.
Drenthe: Steden en dorpen      Nederland: Provincies · Gemeenten